# Aníbal Cavaco Silva
Aníbal Cavaco Silva (portuguès: Aníbal António Cavaco Silva)  (Boliqueime, 15 de juliol de 1939) és el 6è President de la República Portuguesa des de la Revolució dels Clavells. Va ser Primer Ministre de Portugal des de la victòria a les eleccions legislatives 6 de novembre de 1985 al 28 d'octubre de 1995. El seu govern de deu anys fou el més llarg de tota la història dels governs triats democràticament a Portugal.

## Biografia
Després de la victòria de l'Aliança Democràtica a les eleccions legislatives portugueses de 1980, va ser nomenat ministre de Finances i Planificació del govern de Francisco Sá Carneiro, que va exercir fins al gener de 1981, quan Francisco Pinto Balsemão va ser nomenat primer ministre després de la mort de Sá en un accident aeri.
Marcelo Rebelo de Sousa i altres militants oposats a l'estratègia moderada del Partit Socialdemòcrata van posar en marxa una facció anomenada Ala Nova Esperança, que va facilitar el viratge dretà liberal del partit, l'elecció d'Aníbal Cavaco Silva com a president del PSD el 19 de maig de 1985 i la sortida del govern de coalició el 5 de juny de 1985.

### Primer Ministre de Portugal
Va ser Primer Ministre de Portugal des de la victòria del Partit Socialdemòcrata a les eleccions legislatives 6 de novembre de 1985 al 28 d'octubre de 1995. El seu govern de deu anys fou el més llarg de tota la història dels governs triats democràticament a Portugal.
Cavaco Silva es va comprometre a dur a terme reformes estructurals en l'administració i direcció econòmica del país amb lleis marcades per l'entrada de Portugal a la Comunitat Econòmica Europea. Tanmateix, les reformes per les quals apostava van trobar una ferma oposició a l'Assemblea de la República on el Partit Renovador Democràtic (PRD) de l'expresident de la República António Ramalho Eanes, va presentar una moció de censura el 3 d'abril de 1987, aprovada amb els vots del Partit Socialista (PS), el Partit Comunista Portuguès (PCP) i el Moviment Democràtic Portuguès (MDP/CDE) i com a conseqüència, el govern va caure i el president de la República Mário Soares va dissoldre l'Assemblea i convocar eleccions per al 19 de juliol, que guanyaria el Partit Socialdemòcrata per majoria absoluta.
A les eleccions de 1987 el Partit Socialdemòcrata va guanyar la majoria absoluta amb un 50,2% dels vots i 148 escons absorbint massivament vot del Centre Democràtic Social / Partit Popular (Portugal), que va quedar reduït a la mínima expressió, i del PRD, que mai es recuperà. Fou la primera vegada que un partit guanyava per majoria absoluta, tancant una etapa d'inestabilitat política amb 16 governs en 13 anys.
A les eleccions de 1991, el partit de Cavaco Silva va obtenir una majoria del 50,6%, encara més gran que la de quatre anys abans. Va decidir no presentar-se a les eleccions de 1995, i el PSD, a falta d'un líder de la seva talla, va perdre 48 escons i les eleccions.

### Després de primer ministre
Cavaco Silva es va presentar a les eleccions presidencials de 1996, però va ser derrotat per l'alcalde de Lisboa, Jorge Sampaio, el candidat socialista. Retirant-se de la política, va exercir durant diversos anys com a assessor del consell del Banc de Portugal però es va retirar d'aquest càrrec l'any 2004 i es va convertir en professor titular de l'Escola d'Economia i Gestió de la Universitat Catòlica de Portugal, on va impartir els programes de grau i MBA.

### Presidència de la República
El 20 d'octubre de 2005 Cavaco Silva va anunciar la seva candidatura a les eleccions presidencials portugueses del 22 de gener de 2006, en les que va vèncer en primera volta, convertint-se en el primer president de centre-dreta des de 1974.
Va prendre possessió, mitjançant el jurament de la Constitució en l'Assemblea de la República, el 9 de març de 2006, en una cerimònia a la qual van assistir els expresidents Ramalho Eanes i Mário Soares, els Prínceps d'Astúries, l'expresident dels Estats Units George H. W. Bush, el President de Timor Oriental Xanana Gusmão, entre altres personalitats.
El 23 de gener de 2011 va ser reelegit, en primera volta, per a un segon mandat, amb un percentatge de vot del 52,9%. Després de seva la victòria a les eleccions legislatives portugueses de 2011 va nomenar primer ministre a Pedro Passos Coelho formant un govern de coalició amb el CDS-Partit Popular (CDS-PP), El seu govern va estar marcat per l'aplicació del paquet d'austeritat aprovat pel govern de José Sócrates, amb una reducció de la despesa primària i l'estímul de les exportacions. Durant el seu mandat es va arribar al nombre més alt d'emigrants portuguesos de la història, amb 134.624 persones registrades amb residència permanent a l'estranger el 2014. Va nomenar ministres que després es van veure implicats en escàndols, com Joaquim Pais Jorge, secretari d'Hisenda que suposadament va vendre actius tòxics al govern.
Després de les eleccions legislatives portugueses de 2015 Passos Coelho no va aconseguir el suport del parlament per ser primer ministre portuguès, va proposar António Costa, del Partit Socialista, que va aconseguir el suport del Bloc d'Esquerra (BE) com del Partit Comunista (PCP) en un acord inaudit en 42 anys de democràcia que va permetre a Costa convertir-se en primer ministre del país el 26 de novembre de 2015. El nou govern d'esquerra de Costa va aprovar l'adopció homoparental de parelles casades, tot i que en primera instància el president de la República, Aníbal Cavaco Silva va vetar el document però el Parlament va confirmar la proposta i Cavaco Silva va promulgar la llei, que va entrar en vigor l'1 de març de 2016.
El seu mandat va acabar en 9 de març de 2016, quan va passar a Marcelo Rebelo de Sousa, que havia guanyat les eleccions presidencials, a les que Cavaco Silva no es podia presentar perquè la Constitució de Portugal no permet un tercer mandat consecutiu.